# Ростовская АЭС
Росто́вская а́томная электроста́нция — действующая АЭС в России, расположена в 16 км от города Волгодонска Ростовской области на берегу Цимлянского водохранилища. Электрическая мощность четырёх действующих энергоблоков составляет 4071 МВт. Все реакторы — ВВЭР-1000. 4-й энергоблок был введён в эксплуатацию в 2018 году.
Ранее в АЭС, Инжиниринговом дивизионе Росатома, говорили, что 4-й энергоблок «Ростовской АЭС» станет последним «тысячником», который построен в России (несмотря на тип реактора ВВЭР-1000, он уже создан с элементами защиты «3+», характерными для новейших реакторов). Далее в России энергоблоки будут строиться с реакторами ВВЭР-1200.
С 2001 по 2010 годы станция носила название «Волгодонская АЭС», с пуском второго энергоблока станция была вновь переименована в «Ростовскую АЭС».
В 2017 году Ростовская атомная станция в пятый раз была признана лучшей по культуре безопасности. До этого это происходило в 2005, 2008, 2010, 2014 годах.
В 2018 году выработка электроэнергии АЭС 29 369,6 млн кВт⋅час, включая выработку от 4-го энергоблока, запущенного в эксплуатацию в 2018 году.
В 2019 году Ростовская АЭС достигла выработки электроэнергии свыше 33,8 млрд кВт⋅час, что является самым высоким показателем среди АЭС в России.
21 октября 2021 года на АЭС произошла утечка пара. Причиной этого стал дефект сварного шва. Второй энергоблок отключили от сети, однако, как сообщил Росэнергоатом, нарушений пределов и условий безопасной эксплуатации оборудования нет. Радиационный фон на Ростовской АЭС и прилегающей территории в норме.

## Структура и деятельность
Ростовская АЭС является одним из крупнейших предприятий энергетики Юга России, обеспечивающим свыше 30 % годовой выработки электроэнергии в этом регионе. Электроэнергия Ростовской АЭС поступает в Объединённую энергетическую систему Юга России, в состав которой входят 13 региональных энергетических систем — субъектов Южного и Северо-Кавказского федеральных округов, по семи линиям напряжения 500 кВ и 4 линиям напряжением 220 кВ. Выработка электроэнергии составляет свыше 100 млн кВт⋅час в сутки. В 2019 году АЭС произвела 33 млрд 887 млн кВт⋅час. Коэффициент использования установленной мощности (КИУМ) составил 95,98 %. С момента пуска (2001 год) электростанция выработала свыше 290,5 млрд кВт⋅час электроэнергии.
Ростовская АЭС является филиалом АО «Концерн Росэнергоатом», который входит в Электроэнергетический дивизион Госкорпорации «Росатом» и является одним из крупнейших предприятий электроэнергетической отрасли России и единственной в России компанией, выполняющей функции эксплуатирующей организации (оператора) атомных станций.

## История строительства

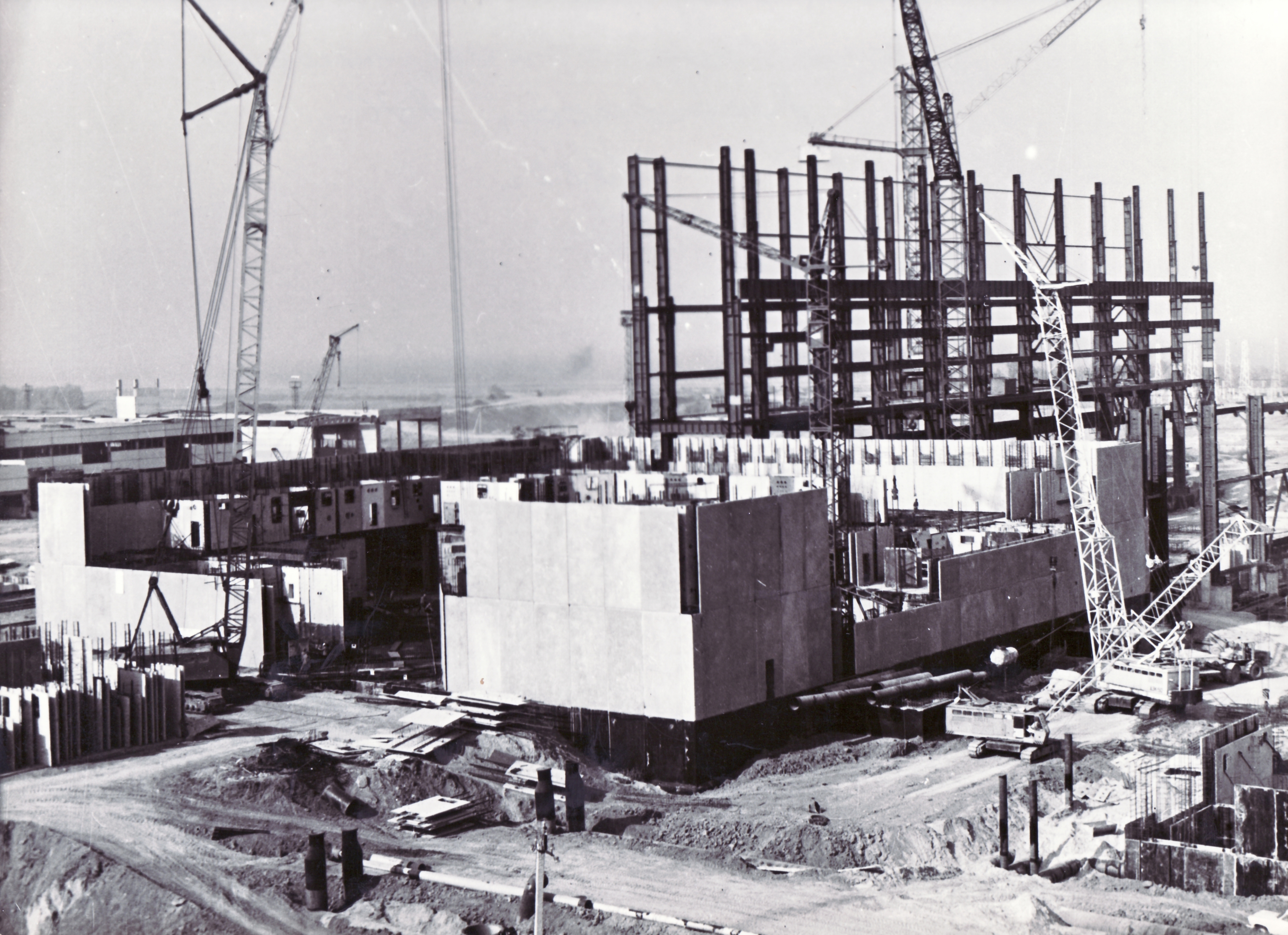
Строительство энергоблока № 1 Ростовской АЭС

Решение о проектировании атомной станции в Ростовской области было принято на основании постановления Совета Министров СССР 21 октября 1976 года. Необходимость строительства была вызвана дефицитностью энергосистемы Ростовэнерго и Северного Кавказа. Для строительства будущей АЭС была выбрана площадка около города Волгодонска на левом берегу Цимлянского водохранилища. В 1977 году на месте будущей АЭС начались изыскательные работы, а 28 октября того же года была осуществлена закладка символического первого камня на месте будущей стройки.
Технический проект станции был разработан Горьковским отделением института Теплоэлектропроект (ГоТЭП) (в настоящее время АО ИК «АСЭ»). Проект подразумевал строительство атомной станции по унифицированному проекту АЭС У-87 с реакторными установками ВВЭР-1000/320 в составе четырёх энергоблоков электрической мощностью 1000 МВт каждый, с возможностью в перспективе строительства ещё двух энергоблоков и увеличения тем самым общей электрической мощности станции до 6 ГВт. Так же, помимо выработки электроэнергии, проектом станции предусматривалось сооружение теплофикационной установки повышенной производительности для обеспечения теплом и горячей водой города Волгодонска.
Технический проект АЭС был утверждён приказом Минэнерго СССР 12 октября 1979 года и, после прохождения экспертизы Госстроя СССР и получения положительной оценки, он был принят к реализации в марте 1981 года.
Официально строительство станции началось уже в ноябре 1979 года, после принятия постановления Совета Министров СССР о строительстве Ростовской АЭС. В первую очередь в период с 1979—1981 годы были построены: строительно-хозяйственная база АЭС, склады и временные объекты, пуско-резервная котельная, автомобильная и железная дороги, связывающие город Волгодонск и строительную площадку станции. Так же в этот период были начаты работы по отсыпке плотины пруда-охладителя. В 1981 году началось строительство первого энергоблока станции, в 1983 году — второго энергоблока.
По первоначальным планам окончание строительства и ввод первого энергоблока станции планировался на 1986—1987 год, последующие энергоблоки должны были вводиться за первым энергоблоком каждый год. Таким образом к 1990 году на Ростовской АЭС должны были быть построены и введены в эксплуатацию все планировавшиеся 4 энергоблока.
Однако в первые годы реальные темпы строительства станции были низкими и отставали от планируемых, в первую очередь сказывалась нехватка строителей и специалистов, в результате чего часть выделенных на строительство финансовых средств не успевало осваиваться строительными организациями в установленные сроки. Одной из причин нехватки на строительстве людского ресурса было и то, что одновременно со строительством станции рядом шло возведение завода «Атоммаш» и города Волгодонска.
В 1985 году было принято решение о ускорении строительных темпов на станции. В этом же году рядом со станцией началось строительство временного рабочего посёлка Подгоры, для строителей и специалистов.
В 1986 году из-за аварии на Чернобыльской АЭС срок окончания строительства и пуск первого энергоблока были сдвинуты на 1990 год. Однако строительство, несмотря на некоторое замедление темпов, продолжалось. В июне 1988 года на первый энергоблок с завода «Атоммаш» был доставлен корпус ядерного реактора. На энергоблоке шли работы по монтажу устройств и оборудования. Были начаты работы по подготовке площадок под строительство энергоблоков № 3 и 4.
После аварии на Чернобыльской АЭС в обществе, в том числе и под давлением экологических организаций, стало формироваться резко негативное отношение к строительству новых атомных станции и атомной энергетике в целом. В Ростовской области в 1989—1990 годах начались выступления экоактивистов и общественных деятелей против продолжения строительства Ростовской АЭС. В связи с этими событиями и под давлением общественного мнения, по просьбе Совета народных депутатов Ростовской и Волгоградской областей, было принято решение Совета Министров СССР и РСФСР о приостановлении с 01 сентября 1990 года строительства Ростовской АЭС. Этим же решением Минатомэнергопрому СССР было предписано обеспечить полную сохранность построенных объектов станции и смонтированного в них оборудования. Строительство было остановлено, а станция переведена в режим консервации. На момент остановки строительства в 1990 году готовность энергоблока № 1 составляла 95-98 %, энергоблока № 2 — 30 %.
В 1992 году постановлением Правительства РФ Минатому было поручено продолжить консервацию Ростовской АЭС, в то же время Министерству природы РФ провести государственную экологическую экспертизу проекта Ростовской АЭС. Разработка нового проекта Ростовской АЭС была поручена Нижегородскому институту «Атомэнергопроект». Разработанный институтом новый проект был представлен на рассмотрение в Минприроды России в 1994 году. В 1995 году была образована экспертная комиссия государственной экологической экспертизы по проекту Ростовской АЭС. Комиссия одобрила новый проект станции, который подразумевал сокращение числа вводимых энергоблоков до двух.
В 1998 году Нижегородским институтом «Атомэнергопроект», с привлечением научно-исследовательских организаций, была проведена доработка проекта станции, на основании ранее представленных материалов по замечаниям и предложениям экспертной комиссии в 1995 году. В то же время 6 апреля 1998 года депутаты Волгодонской городской Думы проголосовали за расконсервацию и продолжение строительства Ростовской АЭС. В 1999 приказом Роскомэкологии России была назначена очередная экологическая экспертиза проекта станции, призванная оценить экологическую безопасность Ростовской АЭС. По итогам экспертизы комиссия дала проекту Ростовской АЭС положительную оценку.
На основании заключения экспертной комиссии и постановления Правительства РФ в 1998 году начались работы по расконсервации и продолжения строительства объектов Ростовской АЭС. 10 мая 2000 года Госатомнадзором России была выдана лицензия, дающая право на сооружение энергоблока № 1 Ростовской АЭС с реактором ВВЭР-1000. С получением лицензии Ростовская АЭС официально стала строящейся атомной электростанцией России. 30 марта 2001 года состоялся энергопуск первого энергоблока. После пуска продолжилось строительство второго энергоблока, который был пущен 18 марта 2010 года.
В феврале 2009 года были проведены общественные слушания по строительству энергоблоков № 3 и № 4 на Ростовской АЭС, а уже в июне того же года Ростехнадзором была выдана лицензия на строительство блоков № 3 и 4 Ростовской АЭС. Тем самым было решено вернуться к первоначальному проекту станции в составе 4 энергоблоков. Энергоблок № 3 был пущен 27 декабря 2014 года, энергоблок № 4 — 01 февраля 2018 года.

### Энергоблок № 1

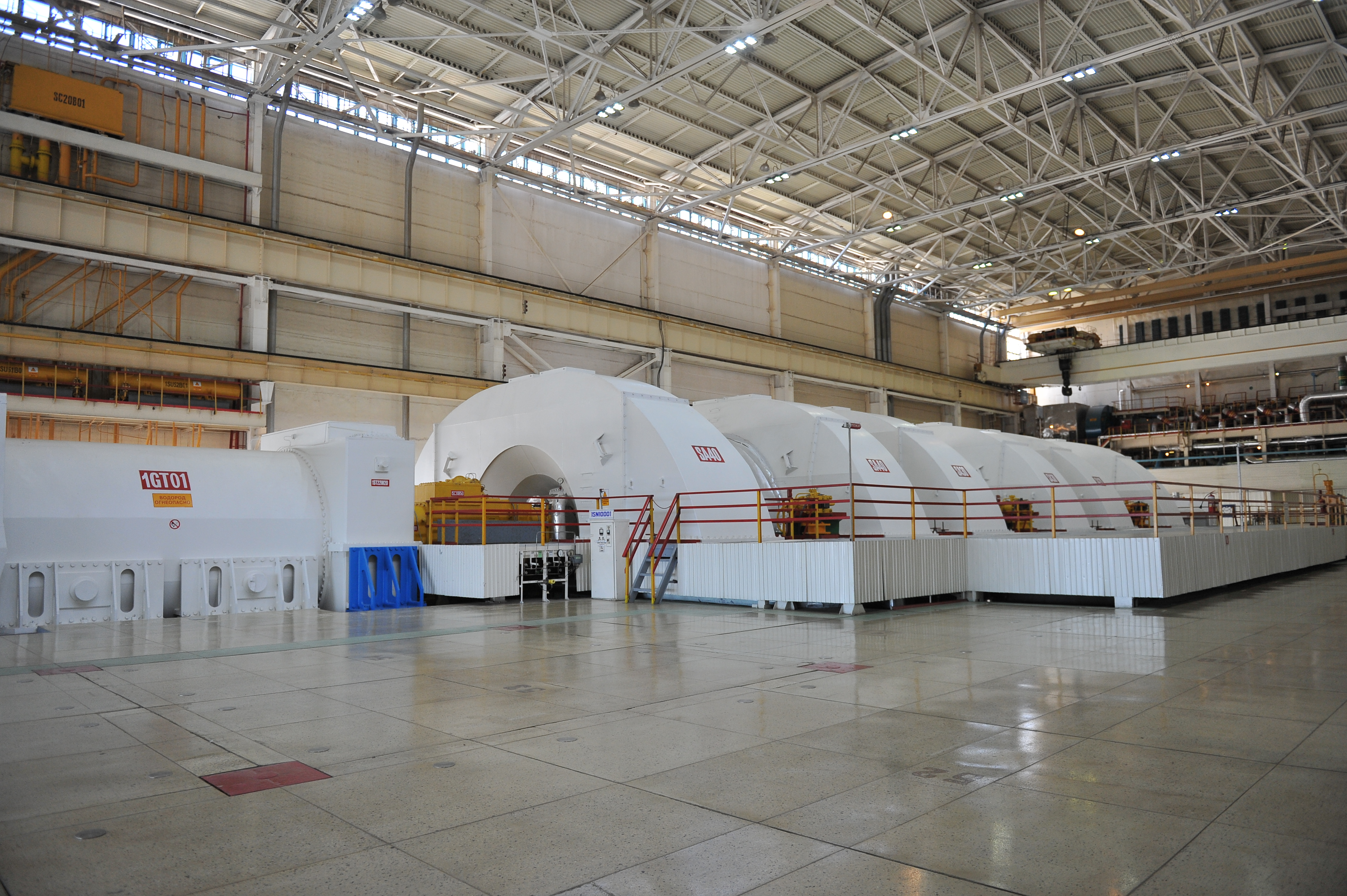
Машзал энергоблока № 1 Ростовской АЭС

Первый энергоблок Ростовской АЭС введён в промышленную эксплуатацию в декабре 2001 года. Установленная мощность энергоблока 1000 МВт (тепловая мощность 3000 МВт) обеспечивается реактором ВВЭР-1000 (водо-водяной энергетический реактор с водой под давлением). С 2009 года энергоблок № 1 работает на уровне тепловой мощности 104 % (3200 МВт).
В реакторе осуществляется управляемая ядерная цепная реакция деления U-235 под действием низкоэнергетичных нейтронов, сопровождающаяся выделением энергии. Основными частями ядерного реактора являются: активная зона, где находится ядерное топливо; отражатель нейтронов, окружающий активную зону; теплоноситель; система регулирования цепной реакцией, радиационная защита. Топливо размещается в активной зоне в виде 163 топливных сборок (ТВС). Каждая ТВС содержит 312 тепловыделяющих элементов (ТВЭЛов), представляющих собой герметичные циркониевые трубки. В ТВЭЛах топливо находится в виде таблеток диоксида урана. Управление и защита ядерного реактора осуществляется воздействием на поток нейтронов посредством перемещения управляющих стержней, поглощающих нейтроны, а также изменением концентрации борной кислоты в теплоносителе первого контура.
Тепловая схема энергоблока АЭС содержит два контура циркуляции:
1. Главный циркуляционный контур (ГЦК или 1-й контур), состоящий из 4 петель. В состав ГЦК входят реактор, главные циркуляционные трубопроводы, парогенераторы по числу петель и главные циркуляционные насосы, а также система компенсации давления. ГЦК является замкнутым, радиоактивным и предназначен для отвода тепла от реактора и передаче его воде второго контура.
2. Контур рабочего тела (2-й контур) составляют паропроводы острого пара, турбогенератор с конденсационной установкой, деаэратор, а также тракты основного конденсата и питательной воды, содержащие в свою очередь, конденсатные насосы, турбопитательные насосы и систему регенерации тепла с подогревателями низкого и высокого давлений. Второй контур предназначен для выработки пара, передачи его на турбину для производства электроэнергии в генераторе. Второй контур замкнутый, не радиоактивный.

### Энергоблок № 2
Работы по достройке энергоблока № 2 с реактором того же типа возобновились в 2002 году.
Широкомасштабные работы были развёрнуты в 2006 году.
Строительство энергоблока № 2 Ростовской АЭС — один из самых крупных инвестиционных проектов на юге страны. На строительной площадке второго энергоблока было занято более 7 тысяч человек.
В 2009 году основные строительные работы на площадке 2-го энергоблока были завершены. 19 декабря 2009 года произведена загрузка в шахту реактора первой кассеты с ядерным топливом, а затем выполнен физический запуск энергоблока № 2. К 24 декабря 2009 года загрузка топлива произведена полностью. Всего было загружено 163 топливные кассеты. На минимально контролируемый уровень мощности второй энергоблок вышел в январе 2010 года.
24 февраля на энергоблоке № 2 в ходе подготовки к энергетическому запуску была проведена операция по выходу на плановый набор оборотов холостого хода роторов турбогенератора, так называемый «толчок турбины».
18 марта 2010 года энергоблок № 2 Ростовской АЭС был выведен на мощность 35 % от номинальной. В 16 часов 17 минут по московскому времени энергоблок был включён в сеть, электроэнергия, вырабатываемая турбогенератором 2-го энергоблока станции, начала поступать в ЕЭС страны. Выход 2-го энергоблока на мощность 50 % от номинальной запланирован на май 2010 год, а принятие на промышленную эксплуатацию планируется на октябрь 2010 года, после выхода энергоблока на 100 % мощность. С октября 2012 года на энергоблоке № 2 Ростовской АЭС начались испытания на тепловой мощности 104 %. Сейчас энергоблок № 2 находится в опытно-промышленной эксплуатации на мощности реакторной установки 104 % от номинальной. В феврале 2017 года в с. Дубовское и г. Волгодонске прошли общественные обсуждения материалов обоснования лицензии на осуществление деятельности в области использования атомной энергии «Эксплуатация энергоблока № 2 Ростовской АЭС в 18-месячном топливном цикле на мощности реакторной установки 104 % от номинальной» (имеется в виду тепловая мощность).

### Энергоблок № 3

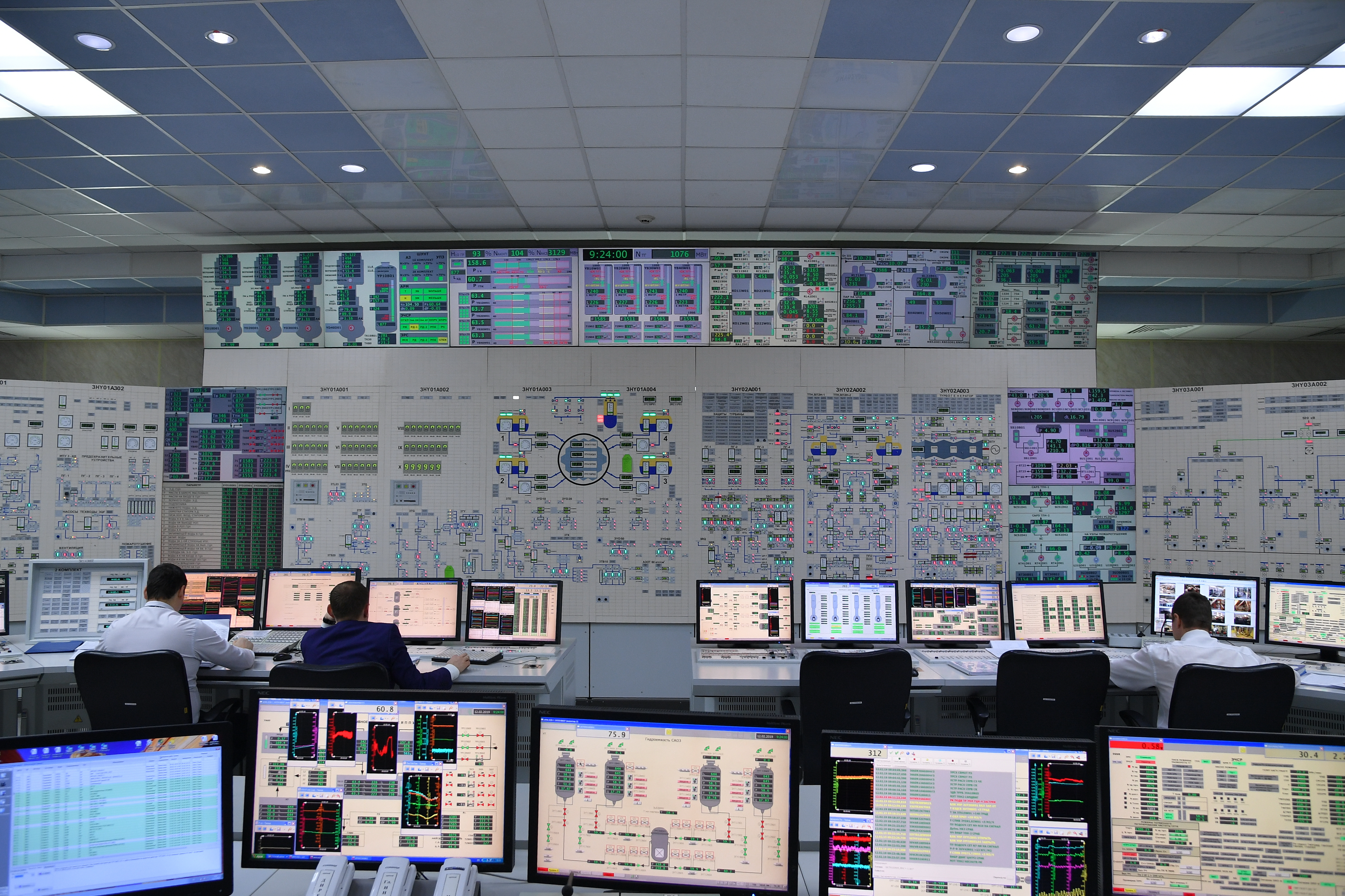
Блочный щит управления энергоблока № 3

Строительство энергоблока № 3 Ростовской АЭС с реактором 3-го поколения — один из самых крупных инвестиционных проектов на юге страны. Работы по его строительству начались в 2009 году и были завершены в 2014 году.
14 ноября 2014 был начат физический пуск реактора третьего блока.
7 декабря 2014 года в реакторе была запущена управляемая цепная реакция, после чего он был успешно выведен на минимальную мощность, сообщили в Росэнергоатоме.
14 июля 2015 года 3-й энергоблок был выведен на 100 % мощность.
17 сентября 2015 года — энергоблок № 3 принят в промышленную эксплуатацию.
В декабре 2015 года Ростовская АЭС получила разрешение Ростехнадзора на освоение уровня тепловой мощности 104 % энергоблока № 3. Изменение является неотъемлемой частью условий действия лицензии на промышленную эксплуатацию энергоблока № 3.
22 и 24 января 2019 года в Волгодонске и Дубовском районе прошли общественные слушания, в которых приняли участие 1133 человека, по теме: «Предварительные материалы оценки воздействия на окружающую среду при эксплуатации энергоблока № 3 Ростовской АЭС в 18-месячном топливном цикле на мощности реакторной установки 104 % от номинальной с вентиляторными градирнями».

### Энергоблок № 4

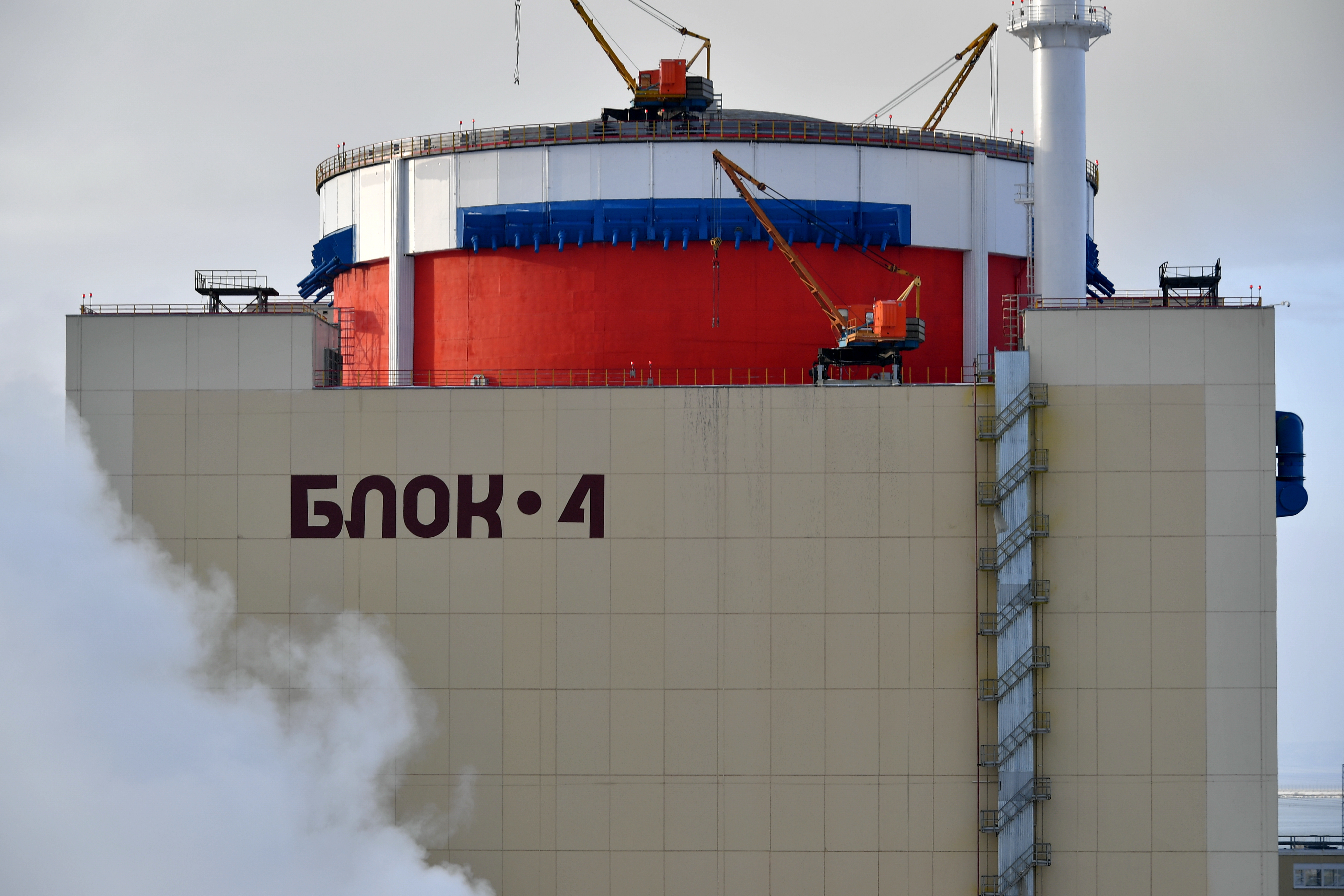
Ростовская АЭС. Энергоблок № 4

Строительство 4-го энергоблока началось в 2010 году.
20 июня 2015 года корпус реактора для энергоблока № 4 прибыл на Ростовскую АЭС. В штатное положение его установили в конце ноября 2015 года.
15 декабря 2015 года был отгружен первый из четырёх парогенераторов ПГ-1000М, произведённый волгодонским филиалом «АЭМ-технологии». В конце декабря 2015 года на блоке № 4 установлены все четыре парогенератора.
28 декабря 2015 года на энергоблоке № 4 состоялось одно из ключевых событий сооружения атомной станции — подача напряжения на собственные нужды. Это позволяет начать полномасштабные пусконаладочные работы и испытания на технологических системах и оборудовании строящегося блока.
5 января 2016 года в машинном зале строящегося энергоблока № 4 установлен на штатное место статор генератора.
«Горячая обкатка» реактора стартовала 13 сентября и завершилась 16 октября 2017 года.
6 декабря 2017 года в реактор энергоблока № 4 были загружены первые тепловыделяющие сборки, тем самым был начат процесс физического пуска.
29 декабря 2017 года в 16:24 на энергоблоке № 4 завершена операция по выводу реакторной установки на минимально контролируемый уровень мощности. Началась управляемая цепная реакция: штатные ионизационные камеры зафиксировали нейтронный поток, соответствующий минимальному контролируемому уровню. 1 февраля 2018 года генератор турбины энергоблока № 4 был синхронизирован с сетью. Вырабатываемая электроэнергия начала поступать в единую энергосистему страны.
14 апреля 2018 года энергоблок № 4 Ростовской АЭС был впервые выведен на полную мощность. В течение месяца, после проведения комплекса испытаний оборудования энергоблока на полной мощности, блок начнут готовить к промышленной эксплуатации.
28 сентября 2018 года энергоблок № 4 принят в промышленную эксплуатацию.

## Информация об энергоблоках
| Энергоблок | Тип реакторов | Мощность | Мощность | Начало строительства | Подключение к сети | Ввод в эксплуатацию | Закрытие    |
| Энергоблок | Тип реакторов | Чистая   | Брутто   | Начало строительства | Подключение к сети | Ввод в эксплуатацию | Закрытие    |
| ---------- | ------------- | -------- | -------- | -------------------- | ------------------ | ------------------- | ----------- |
| Ростов-1   | ВВЭР-1000/320 | 950 МВт  | 1041 МВт | 01.09.1981           | 30.03.2001         | 25.12.2001          | 2045        |
| Ростов-2   | ВВЭР-1000/320 | 950 МВт  | 1000 МВт | 01.05.1983           | 18.03.2010         | 10.12.2010          | 2040 (план) |
| Ростов-3   | ВВЭР-1000/320 | 950 МВт  | 1000 МВт | 15.09.2009           | 27.12.2014         | 17.09.2015          | 2045 (план) |
| Ростов-4   | ВВЭР-1000/320 | 950 МВт  | 1030 МВт | 16.06.2010           | 01.02.2018         | 28.09.2018          | 2048 (план) |